# Ortigueira (Paraná)

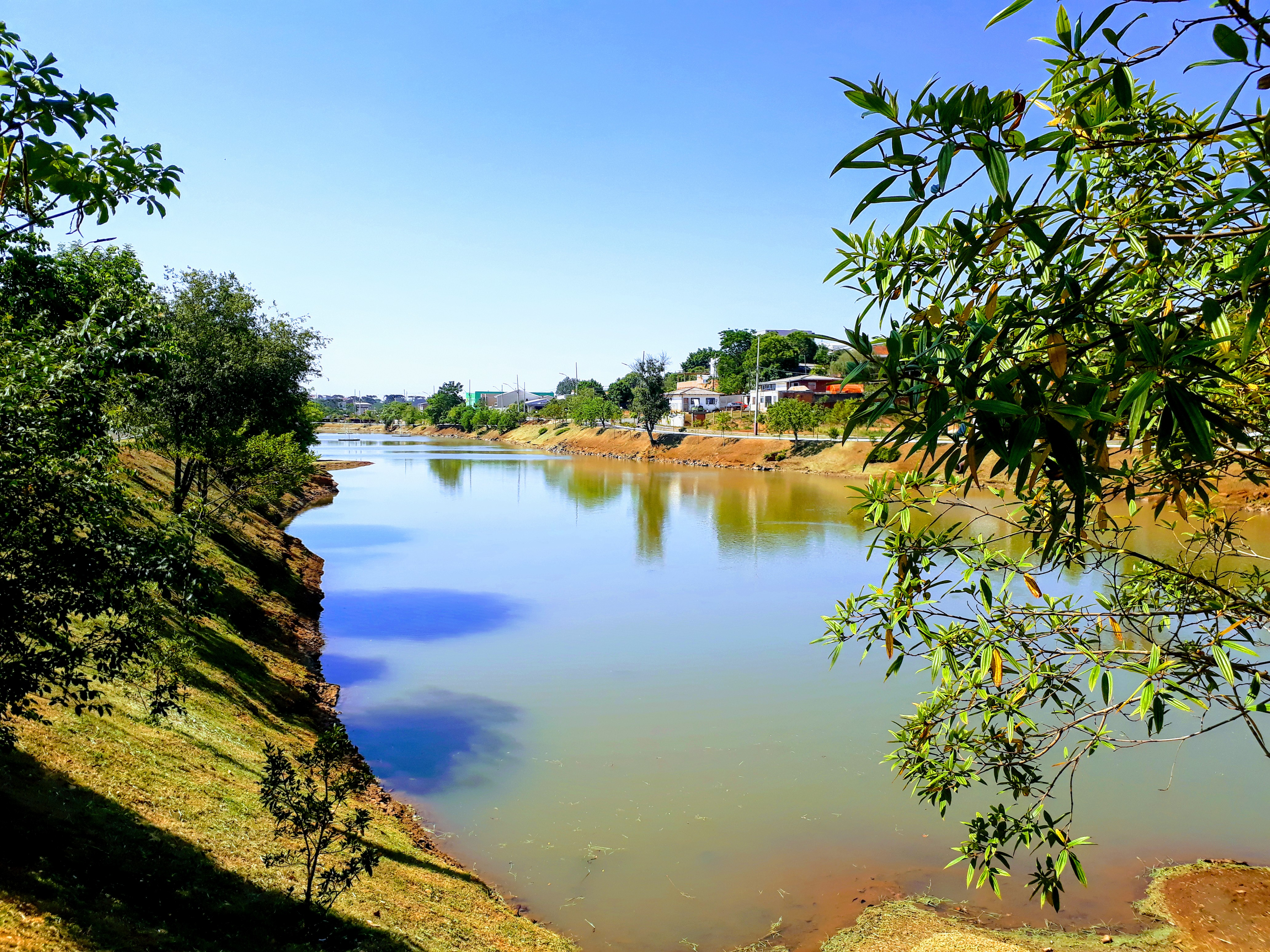

Ortigueira est une municipalité brésilienne située dans l'État du Paraná.